# Туризм в Чаде
Туризм в Чаде является одной из неразвитых частей экономики этой центральноафриканской страны.

## Общие сведения
Для посещения с туристической целью Чада необходимо иметь при себе действительные паспорта и визы, а также свидетельство вакцинации против жёлтой лихорадки. В 2000 году Чад посетило 43 000 иностранных туристов. В стране 677 гостиничных номеров, в которых есть 1 250 коек. Большинство туристов привлекает охота и национальный парк Закума. В 2002 году, по данным Госдепартамента США, суточная стоимости проживания в Нджамене составляла 239 долларов США. Ежедневные расходы в небольших городах существенно ниже, чем в столице, на уровне примерно 50 долларов США в день.